# Лигноцериновая кислота
Лигноцериновая (тетракозановая) кислота С23Н47COOH — одноосновная предельная карбоновая кислота. Содержится во многих растительных маслах: масло понгамии (1,1—3,5 %), горчичное масло (1—2 %), масло пассифлоры (менее 0,5 %), масло марулы (менее 0,4 %), овсяное масло (0,1 %). Жирные кислоты масла арахиса содержат порядка 1,1—2,2 % лигноцериновой кислоты.
Название происходит от лат. lignum — дерево и cera — воск, так как в большом количестве содержится в древесной смоле, особенно в смоле букового дерева.
Побочный продукт лигнинового производства.